# Santiago Martínez-Caro de la Concha-Castañeda
Santiago Martínez-Caro de la Concha Castañeda (Nueva York, Estados Unidos, 28 de enero de 1957) es un diplomático español. 

## Trayectoria
Santiago Martínez-Caro de la Concha Castañeda es hijo de María Dolores de la Concha-Castañeda y Ortiz-Repiso y Santiago Martínez Caro. El 11 de abril de 2012 fue nombrado director general de Casa África, consorcio público español cuyo objetivo principal es el fomento de las relaciones entre África, Europa y España y cuya sede se encuentra en Las Palmas de Gran Canaria.
Licenciado en Derecho por la Universidad Complutense de Madrid en 1980, y tras obtener el Diploma de Estudios Internacionales por la Escuela Diplomática de Madrid, Martínez Caro ingresó en la carrera diplomática en 1984. Su primer destino fue en la Embajada de España en Yaundé, (Camerún), tras el cual fue nombrado cónsul de España en Lima (Perú), en cuya misión permaneció hasta 1989. En ese mismo año fue nombrado consejero en la Representación Permanente de España en el Consejo de Europa. En 1994 fue designado jefe de la Oficina Comercial de la Embajada de España en Rabat (Marruecos). Entre 1998 y 2001 trabajó como cónsul general en Caracas (Venezuela) y hasta 2002 prestó servicios como consejero de la Misión Especial para el Mediterráneo del Ministerio de Asuntos Exteriores y de Cooperación (MAEC). Entre 2003 y 2004 fue subdirector general de África Subsahariana del MAEC y a finales de ese año fue nombrado embajador de España en Zimbabue, ostentando posteriormente la representación de España en Malaui y Zambia. En 2009 fue destinado a la Segunda Jefatura de la Representación Permanente de España ante la ONU en Viena, cargo que ocupó hasta su nombramiento como director general de Casa África en abril de 2012.
Desde junio de 2014 presta sus servicios en el Departamento de África Subsahariana de la Agencia Española de Cooperación Internacional y para el Desarrollo, como Vocal Asesor encargado de la cooperación reembolsable y partenariados público privados.
En agosto de 2015, se ha incorporado como cónsul general de España en Hong Kong. Actualmente, es Cónsul General en el Consulado General de España en Toulouse, Francia.